# Clonezilla
Clonezilla — свободное программное обеспечение с открытым исходным кодом, предназначенное для клонирования дисков и отдельных разделов жёсткого диска, а также создания резервных копий и аварийного восстановления системы. Утилита была разработана Стивеном Шиау в лаборатории свободного программного обеспечения в «Национальном центре высокопроизводительных вычислений» (кит. 的國家高速網路與計算中心) Тайваня. Clonezilla Server Edition, так же, как и Norton Ghost Corporate Edition, поддерживает multicast. Программа выпускается в составе одноимённого Live CD.

## Clonezilla Live
Clonezilla Live позволяет пользователю клонировать полностью запоминающее устройство или только один раздел на носителе информации на другое отдельное устройство для хранения информации. Все клонированные данные могут быть сохранены как в образ, так и в простую дублированную копию данных. К тому же, данные могут быть сохранены как на локальной машине, так и удалённо, к примеру, на SSH сервере, Samba или NFS ресурсе. При необходимости клонированный файл можно использовать для восстановления оригинального.
Clonezilla умеет запускаться и работать с USB flash drive, CD-ROM/DVD-ROM и по сети (PXE). Не требует модификации компьютера и работает в своей собственной загрузочной операционной среде. Поддерживаются LVM2 и ФС ext2, ext3, ext4, reiserfs, reiser4, xfs, jfs, btrfs, f2fs, nilfs2, FAT12, FAT16, FAT32, NTFS, HFS+, UFS, minix, VMFS3 и VMFS5 (VMWare ESX).

## Clonezilla Server
Clonezilla Server используется для одновременного клонирования множества компьютеров по сети. Весь процесс осуществляется с помощью DRBL сервера и рабочих станций, которые способны загружаться по сети.

## Минимальные системные требования
- x86 (32-битный) или x86-64 (64-битный) процессор
- 196 мб системной памяти (RAM)
- Загрузочное устройство, например CD/DVD, USB порт, PXE или жёсткий диск

## Эффективность
Clonezilla — эффективный инструмент для развёртывания программного обеспечения в учебных лабораториях. Clonezilla иногда может быть быстрее, чем проприетарные решения (например, Norton Ghost, DriveImage XML, Macrium Reflect и Active Disk Image) как для полного резервного копирования, так и для восстановления, но его сложно настроить.
Для решения проблем сложной настройки специалистами была создана утилита, позволяющая существенно упростить настройки - Rescuezilla.
В Clonezilla отсутствует поддержка инкрементного и дифференциального резервного копирования, что может замедлить работу.